# Efferia bilineatus
Efferia bilineatus este o specie de muște din genul Efferia, familia Asilidae. A fost descrisă pentru prima dată de Wulp în anul 1882. Conform Catalogue of Life specia Efferia bilineatus nu are subspecii cunoscute.